# Sprague Grayden
Sprague Grayden (Manchester-by-the-Sea, Massachusetts; 21 de julio de 1980) es una actriz de televisión, cine y teatro estadounidense. Apareció en el drama de televisión estadounidense Jericho, interpretando a la profesora Heather Lisinski. Es conocida principalmente por haber interpretado a Kristi Rey en Actividad Paranormal 2 y Actividad Paranormal 3.

## Primeros años
Grayden nació en Manchester-by-the-Sea, Massachusetts. Fue alumna del Manchester-Essex Regional High School (en esa época llamado Manchester High School) y del Barnard College de la Universidad de Columbia. Sprague es el apellido de soltera de su madre. Sus padres eran dueños de un restaurante llamado Ben Sprague's.

## Carrera
Grayden actuó en el corto drama bélico de FX del 2005 Over There, y tuvo un papel recurrente en la cuarta y quinta temporada de la serie Six Feet Under de HBO como Anita Miller, y en la segunda temporada de la serie Joan of Arcadia de CBS como Judith Montgomery. También tuvo un importante papel secundario en la serie del 2002 de FOX TV John Doe como Karen Kawalski.
Otros créditos de Grayden en televisión incluyen apariciones como actriz invitada en series como Lie to Me, Weeds, Crossing Jordan, One Tree Hill, Private Practice, CSI: Miami, CSI: NY, Sons of Anarchy y Criminal Minds. También actuó como la "Joven Annie" en la película Dad de 1989, y ha estado actuando desde los cinco años.
Sus créditos en teatro incluyen las producciones Hopscotch: The New York Sex Comedy, The Vagina Monologues de Eve Ensler, Fool for Love de Sam Shepard, Hamlet, Waiting for Lefty de Clifford Odets y Ordinary Day.
En John Doe, el personaje de Grayden fue tratada de seducir en vano por un personaje invitado interpretado por Ryan Hurst, quien más tarde interpretaría a su marido en Sons of Anarchy.
Grayden interpretó a Olivia Taylor, la hija de la presidenta, en la séptima temporada de 24.
El 19 de mayo de 2009, apareció en un episodio de Law & Order: Special Victims Unit como Pam Galliano, una mujer que es violada en su dormitorio por un hombre que la confunde con una usuaria de un sitio de fantasías sexuales.
En febrero de 2010 Grayden aparece en un episodio de Criminal Minds como Meg Collins, una mujer cuyo marido es asesinado por un asesino en serie durante una misa.
En octubre del 2010 interpreta el papel protagonista en la película de terror Paranormal Activity 2.

## Vida personal
Grayden tenía un hermano menor, Benjamin Grayden, que murió en 1999 como consecuencia de una caída.
En enero de 2013 anunció que se había casado con Alexis Cassar, quien participó en la sexta temporada de 24. Tuvieron un hijo en septiembre de 2014.
Se autodefine como una geek de la ciencia ficción y le gusta coleccionar dispensers de Pez. En la campaña electoral de 2016 apoyó la candidatura de Bernie Sanders.

## Filmografía

### Film
| Año  | Título                                              | Rol                 | Notas      |
| ---- | --------------------------------------------------- | ------------------- | ---------- |
| 1989 | Dad                                                 | Joven Annie Tremont |            |
| 2001 | Biohazardous                                        | Laura Forham        |            |
| 2006 | Mini's First Time                                   | Kayla               |            |
| 2008 | The Last Lullaby                                    | Jules               |            |
| 2009 | Wake                                                | Marissa             |            |
| 2010 | Paranormal Activity 2                               | Kristi Rey          |            |
| 2011 | Paranormal Activity 3                               | Kristi (adulta)     |            |
| 2019 | Samir                                               | Autumn              |            |
| 2020 | Gossamer Folds                                      | Frannie             |            |
| 2021 | Unknown Dimension: The Story of Paranormal Activity | Ella misma          | Documental |

### Televisión
| Year       | Title                                  | Role                      | Notes                                                                                               |
| ---------- | -------------------------------------- | ------------------------- | --------------------------------------------------------------------------------------------------- |
| 2002, 2009 | Law & Order: Special Victims Unit      | Mia Kessler, Pam Galliano | Episodios: "Popular", "Liberties"                                                                   |
| 2002–2003  | John Doe                               | Karen Kawalski            | Rol principal                                                                                       |
| 2003       | Sixteen to Life                        | Julie                     | Película para TV                                                                                    |
| 2004       | Crossing Jordan                        | Clarissa Harrison         | Episodio: "Intruded"                                                                                |
| 2004–2005  | Joan of Arcadia                        | Judith Montgomery         | Rol recurrente (temporada 2)                                                                        |
| 2004–2005  | Six Feet Under                         | Anita Miller              | Rol recurrente (temporadas 4–5) Nominada al Screen Actors Guild Award a Mejor Reparto de Televisión |
| 2005       | One Tree Hill                          | Darby                     | Episodio: "The Lonesome Road"                                                                       |
| 2005       | Over There                             | Terry Rider               | Rol principal                                                                                       |
| 2006       | CSI: NY                                | Jennifer Cooper           | Episodio: "Fare Game"                                                                               |
| 2006–2008  | Jericho                                | Heather Lisinski          | Rol recurrente                                                                                      |
| 2007       | Weeds                                  | Denise                    | Episodios: "The Dark Time", "Risk", "Protection"                                                    |
| 2007       | Private Practice                       | Susan McCullough          | Episodio: "In Which Sam Gets Taken for a Ride"                                                      |
| 2008       | Without a Trace                        | Paula Reiser              | Episodio: "A Dollar and a Dream"                                                                    |
| 2008       | Sons of Anarchy                        | Donna Winston             | Rol recurrente (temporada 1)                                                                        |
| 2009       | CSI: Miami                             | Tonya Rush                | Episodio: "Collateral Damage"                                                                       |
| 2009       | 24                                     | Olivia Taylor             | Rol recurrente (temporada 7)                                                                        |
| 2010       | Criminal Minds                         | Meg Collins               | Episodio: "Public Enemy"                                                                            |
| 2010       | Three Rivers                           | Gwen Richards             | Episodio: "Every Breath You Take"                                                                   |
| 2010       | Drop Dead Diva                         | Faye Newland              | Episodio: "A Mother's Secret"                                                                       |
| 2010       | Jimmy Kimmel Live!                     | Kristi                    | Episodio: "9.27"                                                                                    |
| 2010       | Law & Order: LA                        | Valerie Roberts           | Episodio: "Hondo Field"                                                                             |
| 2011       | House                                  | Eva                       | Episodio: "Larger Than Life"                                                                        |
| 2011       | Grey's Anatomy                         | Mrs. Gordon               | Episodio: "Unaccompanied Minor"                                                                     |
| 2011       | Prime Suspect                          | Fionna Davey              | Episodio: "A Gorgeous Mosaic"                                                                       |
| 2012       | Touch                                  | Laura Davis               | Episodio: "Kite Strings"                                                                            |
| 2012       | Major Crimes                           | Laura Elkins              | Episodio: "Cheaters Never Prosper"                                                                  |
| 2012–2013  | White Collar                           | Ellen (joven)             | Episodios: "Gloves Off", "Family Business", "In the Wind"                                           |
| 2013       | Low Winter Sun                         | Maya Callis               | Rol principal                                                                                       |
| 2014       | The Following                          | Carrie Cooke              | Rol recurrente (temporada 2)                                                                        |
| 2015       | True Detective                         | Joyce                     | Episodio: "Church in Ruins"                                                                         |
| 2015–2016  | Rosewood                               | Dina Katz                 | Episodios: "Aortic Atresia and Art Installations", "Paralytics and Priorities"                      |
| 2016       | Code Black                             | Leslie Garcia             | Episodio: "Love Hurts"                                                                              |
| 2016       | Rush Hour                              | Pam Sanders               | Episodio: "Prisoner of Love"                                                                        |
| 2016       | Pretty Little Liars                    | Dr. Cochran               | Episodio: "Exes and OMGs"                                                                           |
| 2016       | Lethal Weapon                          | Genie Babcock             | Episodio: "Pilot"                                                                                   |
| 2016       | NCIS: New Orleans                      | Anne Foreman              | Episodio: "Suspicious Minds"                                                                        |
| 2018       | Just Add Magic                         | Jill / Caroline           | Rol recurrente                                                                                      |
| 2018       | Kevin (Probably) Saves the World       | Shea                      | Episodio: "Fishtail"                                                                                |
| 2018       | Seven Seconds                          | Alison                    | Miniserie                                                                                           |
| 2018       | The Last Ship                          | Elli                      | Episodios: "Air Drop", "Somos la Sangre"                                                            |
| 2018       | Station 19                             | Mary                      | Episodio: "Weather the Storm"                                                                       |
| 2018       | Dirty John                             | Tonia Sells               | Episodios: "Remember It Was Me", "One Shoe"                                                         |
| 2019       | NCIS: Los Angeles                      | Olivia Baird              | Episodios: "The Guardian", "False Flag"                                                             |
| 2019       | The Fix                                | Brianna Dear              | Episodios: "Jeopardy!", "Making a Murderer"                                                         |
| 2019       | What Just Happened??! with Fred Savage | Sheriff Amy               | Episodio: "Elevator"                                                                                |
| 2020       | Interrogation                          | Det. Carol Young          | Episodios: "Carol Young & Brian Chen vs Melanie Pruitt", "Ian Lynch & Brian Chen vs Trey Carano"    |
| 2020       | A Million Little Things                | Lindsay Saville           | Episodios: "Change of Plans", "Mothers and Daughters", "'Til Death Do Us Part"                      |